# Ruffiny János
Ruffinyi János (Trencsén, 1719 – Dobsina, 1791. június 5. vagy 10.) a Tiszai evangélikus egyházkerület püspöke 1779-től haláláig.

## Élete
Tanulmányait szülővárosában, Pozsonyban, Győrben, Eperjesen és 1743-44-ben a wittenbergi egyetemen végezte. Külföldről hazájába visszatérvén, Darócon, majd két évig Héthárson (Sárosm.) lelkészkedett. Héthársról a katholikusoktól 1748. március 15-én elüzetvén, szeptember 17-én Ochtinára, majd öt év múlva Dobsinára költözött. 1767-ben a gömöri főesperesség főesperesévé, 1779. július 28-án pedig szuperintendenssé választatott. Mint szuperintendens különösen egyházszervező munkájával tűnt ki. Meghalt 1791-ben.
Irodalmi munkássága nem ismert.